# New Tattoo
| Recensione    | Giudizio |
| ------------- | -------- |
| AllMusic      |          |
| Rolling Stone |          |

New Tattoo è l'ottavo album in studio del gruppo musicale statunitense Mötley Crüe, pubblicato il 7 luglio 2000 dalla Mötley Records e Eleven Seven Music.
È l'unico album della band dove non è presente il batterista Tommy Lee, allontanato l'anno precedente e sostituito dall'ex-Ozzy Osbourne Randy Castillo. Nella versione remaster del 2003 sono stati aggiunti altri quattro brani e un bonus disc con la registrazione del concerto a Salt Lake City dove al posto di Randy, nel frattempo deceduto, si è avvicendata Samantha Maloney, ex membro delle Hole.
Abbandonati i tentativi di seguire le nuove tendenze alternative/industrial metal e grunge tipici degli ultimi due dischi in studio (Mötley Crüe e Generation Swine), il nuovo lavoro vede il ritorno alle sonorità e tematiche tipiche del gruppo. La copertina dell'album si ispira a quella di Tattooed Millionaire di Bruce Dickinson.

## Tracce
1. Hell on High Heels – 4:15 (Nikki Sixx, Mick Mars, Vince Neil)
2. Treat Me Like the Dog I Am – 3:40 (Nikki Sixx, James Michael)
3. New Tattoo – 4:18 (Nikki Sixx, Mick Mars, James Michael)
4. Dragstrip Superstar – 4:22 (Nikki Sixx, James Michael)
5. 1st Band on the Moon – 4:25 (Nikki Sixx)
6. She Needs Rock & Roll – 3:59 (Nikki Sixx, James Michael)
7. Punched in the Teeth by Love – 3:32 (Nikki Sixx, Mick Mars, Vince Neil, Randy Castillo)
8. Hollywood Ending – 3:43 (Nikki Sixx, James Michael)
9. Fake – 3:44 (Nikki Sixx, James Michael)
10. Porno Star – 3:45 (Nikki Sixx)
11. White Punks on Dope (cover dei The Tubes) – 3:39 (Michael Evans, Bill Spooner, Roger Steen)

Tracce bonus dell'edizione rimasterizzata (2003)
1. 1st Band on the Moon (Demo) – 4:33 (Nikki Sixx)
2. Porno Star (Demo) – 6:29 (Nikki Sixx)
3. Hell on High Heels (Video)

Traccia bonus edizione europea
1. Timebomb

Disco bonus - Live in Salt Lake City
1. Kickstart My Heart – 7:21 (Nikki Sixx)
2. Same Ol' Situation (S.O.S.) – 4:53 (Nikki Sixx, Mick Mars, Vince Neil, Tommy Lee)
3. Dr. Feelgood – 5:17 (Nikki Sixx, Mick Mars)
4. Hell on High Heels – 4:20 (Nikki Sixx, Mick Mars, Vince Neil)
5. Live Wire – 4:42 (Nikki Sixx)
6. White Punks on Dope – 4:13 (Michael Evans, Bill Spooner, Roger Steen)

## Formazione

### Gruppo
- Vince Neil – voce
- Mick Mars – chitarra
- Nikki Sixx – basso
- Randy Castillo – batteria

### Altri musicisti
- Samantha Maloney – batteria (Live in Salt Lake City)

### Produzione
- Mike Clink – produzione, ingegneria del suono, missaggio
- Ed Thacker – ingegneria del suono, missaggio
- Dave Collins – mastering
- Susan McEowen – direzione artistica

## Classifiche
| Classifica (2000) | Posizione massima |
| ----------------- | ----------------- |
| Stati Uniti       | 41                |